# Конвергенція з ангелами
«Конвергенція з ангелами» (англ. Converging with Angels) — драматичний фільм режисера, сценариста та продюсера Мікаеля Соренсона, знятий у 2002 році. Світова прем'єра стрічки відбулася 12 квітня 2002 року в США.

## Сюжет
Утомлений від життя чоловік у проституції Ділан Томас якось увечері на хіднику натрапляє на тендітну молоду жінку в маленькій чорній сукні з лайкри і в туфлях на високих підборах від «Prada», що перебуває в тяжкому стані алкогольного сп'яніння, й імпульсивно приводить її до себе додому й умощує на ліжку, сподіваючись на певною мірою викуп у житті, що є фінансово комфортним, проте морально і духовно — банкрутом. Поки Ділан займається своїм ремеслом у готелях, відносини зі, здається, бездомною Елісон розвиваються у вірному руслі, але вони засновані на ілюзії, що жоден з них не має минулого. Та незабаром їм доведеться мати справу з гіркими реаліями свого життя, яке було до цієї випадкової зустрічі.

## У ролях
- Мелісса Муніз — Елісон Кемпбелл
- Роберт Тобін — Ділан Томас
- Ліза Гантер — Люсі Генсон

## Цікаві факти
- Фільм є двадцять п'ятим, що був відзнятий у рамках руху «Догма 95»